# كأس فلسطين لأندية قطاع غزة 1985–86
كأس فلسطين لأندية قطاع غزة 1985–86 هي النسخة الأولى من كأس فلسطين لكرة القدم بالنسبة لأندية قطاع غزة .
وتوج بها خدمات الشاطئ على حساب غزة الرياضي .

## النهائي
|                                               | خدمات الشاطئ | 1–1 | غزة الرياضي |  |
| ملاحظة: فاز نادي خدمات الشاطئ بركلات الترجيح. |              |     |             |  |